# African Affairs
African Affairs ist eine vierteljährlich erscheinende, interdisziplinäre wissenschaftliche Fachzeitschrift im Themenbereich Afrika, die im Auftrag der Royal African Society im Verlag Oxford University Press herausgegeben wird. Die Herausgeberfunktion übt die akademische Unterorganisation The African Studies Association aus.

## Beschreibung
Der redaktionelle Schwerpunkt liegt auf Politikfragen und Aspekten internationaler Beziehungen der Gesellschaften im Subsahara-Afrika. Es werden dabei Themen aus den Fachbereichen Anthropologie, Ökonomie und Soziologie sowie über Zeitgeschehen, afrikanische Geschichte, Literatur, bildende Kunst und Musik aufgegriffen.
Seit 1944 wird die Zeitschrift unter dem Titel African Affairs publiziert. Erstmals erschien sie jedoch 1901 mit dem Namen Journal of the Royal African Society. Zwischen 1901 und 1944 gab die Royal African Society 171 Einzelhefte in 43 Jahrgängen heraus.
In jeder Zeitschriftenausgabe werden Buchrezensionen vorgenommen und auf publizierte Artikel mit Afrikabezug verwiesen, die in Zeitschriften erschienen, deren Profil nicht vorrangig auf Afrika ausgerichtet ist.

## Gründung
Die Zeitschrift entstand zur Ehrung und im Gedenken der Ethnographin und Forschungsreisenden Mary Kingsley. Sie hatte mit ihren Berichten aus Westafrika die zeitgenössische Wahrnehmung der britischen Gesellschaft über diese Region wesentlich mitbeeinflusst. Die einst von ihr engagiert erörterte Idee bezüglich der Gründung einer Gesellschaft zur Bündelung zahlreicher auf Afrika bezogener Interessen wurde erst nach ihrem frühen Tod an einer Typhusinfektion umgesetzt.